# Semogo
Semogo è una frazione del comune di Valdidentro (SO), insieme a Isolaccia, Premadio e Pedenosso.
L'abitato si trova sul versante soleggiato del monte Plator.

## Origine del nome
Il nome "Semogo" pare riprendere le sue origini del termine semos jugo, ossia "a metà del monte", proprio per la sua collocazione geografica.

## Associazioni e attrattive
Il paese presenta numerosi gruppi ed associazioni di volontariato, come l'Associazione Gioventù Semogo (AGS), il Gruppo Alpini e Protezione Civile A.N.A., il Gruppo Anziani, l'Oratorio, la Banda santa Cecilia, l'Associazione NOI e l'OMG;                                                            la vita di paese presenta numerose occasioni di incontro e di crescita, nonché eventi di svago e divertimento, come la Festa del Bosco (che si svolge il 15 agosto) e il Grest.
Semogo ha anche un proprio portale, che presenta le varie attrattive del paese e della zona, oltre a descrivere le principali opportunità di relax e divertimento.

## Tradizioni
Numerose sono le tradizioni tipiche del paese di Semogo tra le più importanti ricordiamo: 
Il "Gabinet": si svolge nel giorno dell'Epifania e consiste, per i bambini, nel recarsi dal padrino e dalla madrina per vincere appunto il "Gabinet" che consiste in un piccolo regalo solitamente qualche semplice dolce.
Il "Giro della Stella": si svolge nel periodo di Natale e rievoca la visita dei Re Magi al bambino Gesù. Tre ragazzi del paese vestiti da Magi orientali passano casa per casa cantando, sull'uscio della porta, una strofa di una canzone natalizia tipica solo di Semogo per poi fare qualche parola con la famiglia e scambiarsi gli auguri di Natale!